# Michael Apted
Michael David Apted (Aylesbury, 10 de fevereiro de 1941 − Los Angeles, 7 de janeiro de 2021) foi um cineasta, produtor, escritor e ator inglês. Foi um dos mais bem sucedidos diretor de filmes dessa geração. Dirigiu The Up Series (1964 -), 007 – O Mundo não é o bastante (1999) como também O destino mudou sua vida (1980), o qual recebeu sete premiações pela Academia incluindo o de melhor Melhor Filme e Nell (1994) que recebeu três Globos de Ouro e indicado para uma premiação na Academia.
Em 29 de junho de 2003 ele foi eleito o presidente da Guilda de Diretores da América. Ele retornou para a televisão para dirigir os primeiros três episódios da série Roma (2005). Apted dirigiu Jornada pela Liberdade o qual estreou no Festival Internacional de Filmes de Toronto em 2006. Ele foi apontado como cavaleiro da Ordem de São Miguel e São Jorge em 2008.
Apted morreu em 7 de janeiro de 2021, aos 79 anos, em Los Angeles.

## Filmografia
- The Triple Echo, 1972
- Stardust, 1974
- The Squeeze, 1977
- Agatha, 1979
- Coal Miner's Daughter, 1980
- Continental Divide, 1981
- Gorky Park, 1983
- 28 Up, 1984
- Firstborn, 1984
- Bring On the Night, 1985
- Gorillas in the Mist, 1988
- Class Action, 1991
- Thunderheart, 1992
- Incident at Oglala, 1992
- Blink, 1994
- Nell, 1994
- Extreme Measures, 1996
- The World Is Not Enough, 1999
- Enigma, 2001
- Enough, 2002
- Amazing Grace, 2006
- The Chronicles of Narnia: The Voyage of the Dawn Treader, 2010